# Publi Corneli Lèntul Marcel·lí (orador)
Publi Corneli Lèntul Marcel·lí (en llatí: Publius Cornelius Lentulus Marcellinus) va ser un polític i militar romà del segle ii aC. Era fill de Marc Claudi Marcel, legat el 102 aC i el 90 aC, però va ser adoptat per un membre (desconegut) de la família dels Cornelis Lèntuls i en va prendre el nom, mantenint el seu antic cognom seguint els costums onomàstics romans. Ciceró el considera un orador de mèrit.
No hi ha constància que tengués cap càrrec polític, més enllà de ser monetal l'any 100 aC. Es va casar amb una Cornèlia de la família dels Escipions i va ser pare de Gneu Corneli Lèntul Marcel·lí que al seu torn es va casar amb Escribònia, després esposa d'August.
Probablement va ser el pare de Gneu Corneli Lèntul Marcel·lí, cònsol l'any 56 aC, i del seu germà Publi.